# Pedro Caymó y Bascós

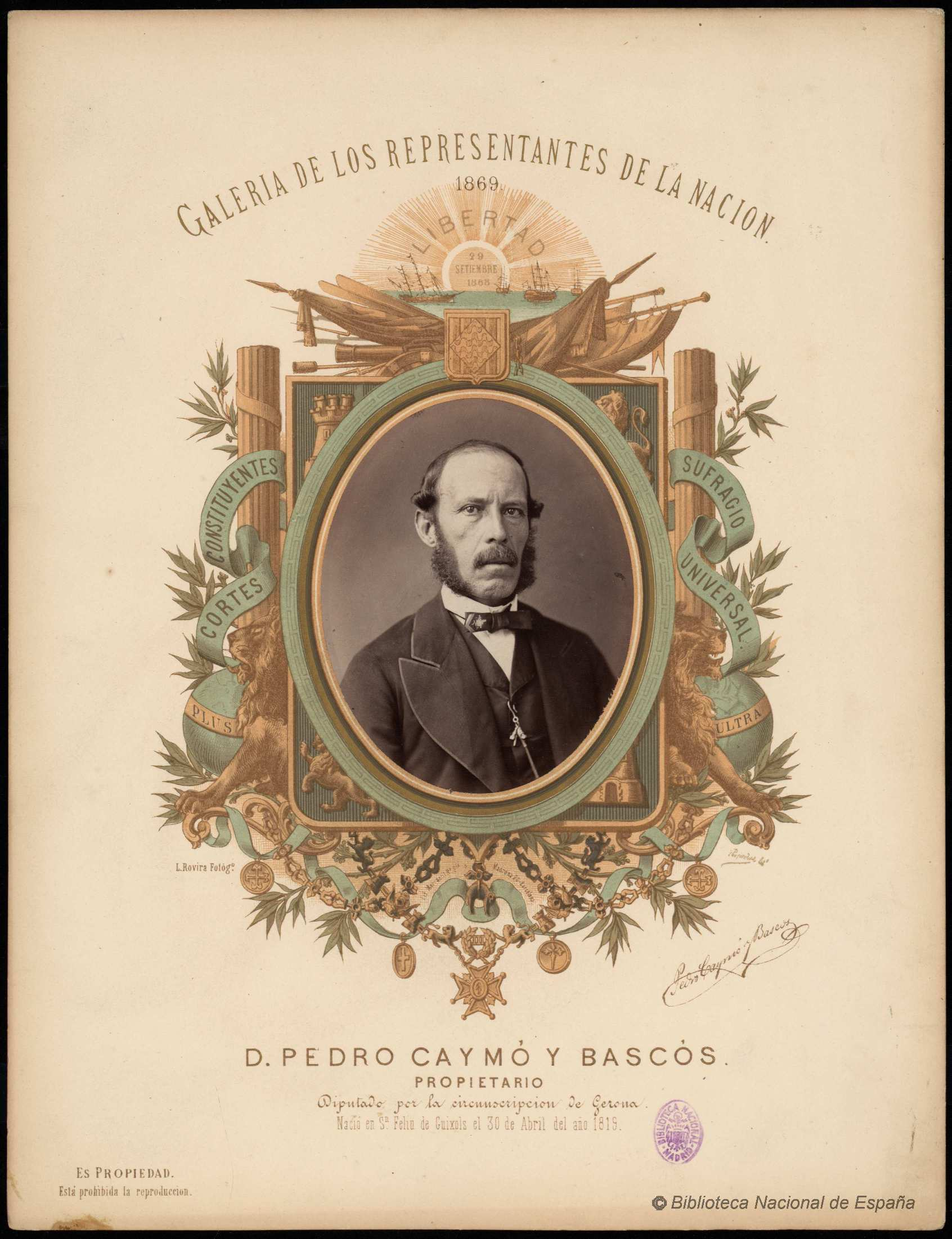
Retrato de Pedro Caymó y Bascós, fotografía de Leopoldo Rovira sobre orla litografiada de Magín Pujadas. Inscripción: «galeria de los representantes de la nacion./1869 // d. pedro caymó y bascós /propietario / Diputado por la circunscripción de Gerona./Nació en Sn. Feliu de Guixols el 30 de Abril del año 1819.» Facsímil de la firma: Pedro Caymó y Bascós.

Pedro Caymó y Bascós (San Feliu de Guíxols, 19 de abril de 1819-San Feliu de Guíxols, 16 de agosto de 1878) fue un político español, diputado por Gerona en las Cortes constituyentes del Sexenio Democrático.

## Biografía
Nació en la localidad catalana de San Feliu de Guíxols el 19 de abril de 1819. De joven vivió un tiempo en Puerto Rico y en  Cuba, de donde regresó a España en 1853. Capitán de la Milicia Nacional, participó en la revolución de 1854. En 1856 combatió contra la reacción de Leopoldo O'Donnell, por lo que en 1859 fue encausado y expulsado de la Milicia. Fue encarcelado por participar en las diversas conspiraciones contra el reinado de Isabel II en 1867. Participó activamente en la revolución de 1868 que dio inicio al Sexenio Democrático, siendo entonces designado alcalde de su localidad natal.
Miembro del Partido Republicano Democrático Federal, fue elegido diputado por el distrito electoral de Gerona en las elecciones generales de 1869, primeras celebradas en el Sexenio. Fue el representante de Gerona en el Pacto de Tortosa y participó en los levantamientos de los republicanos federales (Francisco Suñer, Joan Déu i Ros, José Toribio de Ameller). Fue condenado a muerte en un consejo de guerra, pero, finalmente, fue desterrado por el general Prim, siendo sustituido en el escaño por José Toribio de Ameller y cesado como alcalde. Se estableció en Mónaco, donde escribió un opúsculo sobre la revuelta. Volvió para participar en la revuelta de las quintas de noviembre de 1872 y, cuando se proclamó la Primera República fue nuevamente elegido alcalde de San Feliu, donde organizó la defensa de los ataques carlistas. Al producirse la Restauración borbónica, se exilió nuevamente y no regresó a España hasta 1876. Falleció el 16 de agosto de 1878.

## Obras
- Reseña histórica de los sucesos de la Villa de la Bisbal y su distrito, en la insurrección republicana-federal del mes de octubre de 1869 (1870)